# 今里不動古墳
今里不動古墳（いまさとふどうこふん）は、福岡県福岡市博多区金隈にある古墳。形状は円墳。福岡市指定史跡に指定されている。

## 概要
福岡平野南東部、四王寺丘陵部（月隈丘陵）から西に延びる舌状小丘陵上（墳頂標高30.5メートル）に築造された古墳である。1987年（昭和62年）に測量調査が実施されている。
墳形は円形と見られるが、墳丘周囲が削平されているため明確でなく、大正期の報告では直径約29.5メートル・高さ約8メートルであり、現状では東西約23メートル・南北約24メートル・西側比高差約7.5メートルを測る。埋葬施設は両袖式の横穴式石室で、南西方向に開口する。石室全長11.2メートルを測る大型石室で、石室の石材には花崗岩の巨石を使用する。玄室長・玄室面積の点で福岡平野周辺では最大規模の石室として注目される。副葬品は詳らかでない。
築造時期は、古墳時代後期-終末期の6世紀末-7世紀初頭頃と推定される。御笠川中流域における有力首長墓として重要視される古墳になる。
古墳域は1987年（昭和62年）に福岡市指定史跡に指定されている。

## 遺跡歴
- 1918-1919年（大正7-8年）、付近の古墳2基が破壊、雲珠2・金環1の出土[1]。
- 1925年（大正14年）刊行の『史蹟名勝天然紀念物調査報告書』第1輯で報告。
- 1987年（昭和62年）1-2月、測量調査（福岡市教育委員会・九州大学文学部考古学研究室、1989年に報告）。
- 1987年（昭和62年）3月30日、福岡市指定史跡に指定。

## 埋葬施設

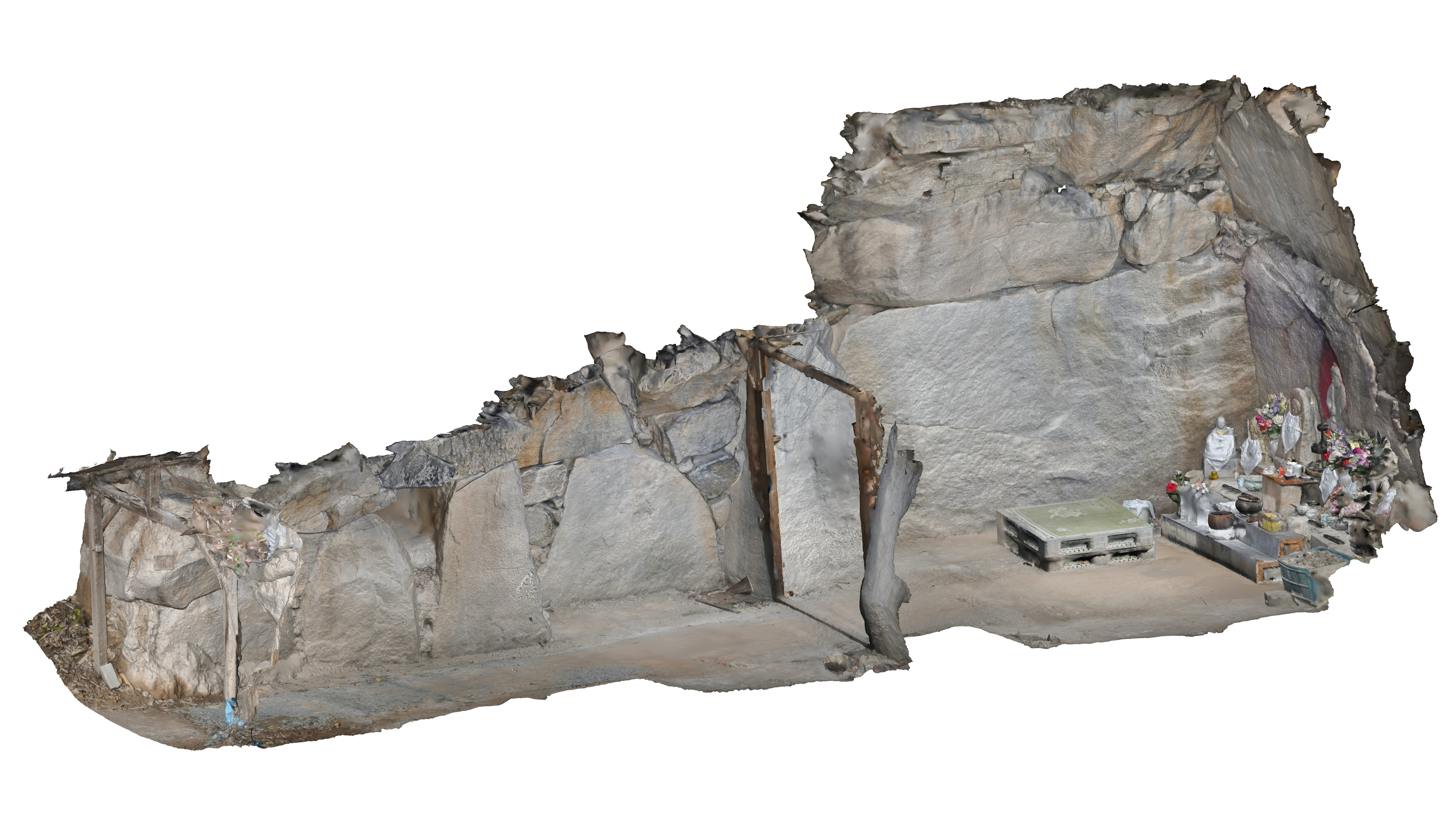
石室俯瞰図

石室展開図

埋葬施設としては両袖式横穴式石室が構築されており、南西方向に開口する。玄室・前室・羨道からなる複室構造の石室である。石室の規模は次の通り。
- 石室全長：11.2メートル
- 玄室：長さ4.15メートル、幅3.00メートル（奥）・4.50メートル（前）、高さ平均3.94メートル・最後部4.02メートル
  - 玄門：長さ0.99メートル、幅中央1.98メートル、高さ平均2.23メートル
- 前室：長さ1.99メートル、幅3.02メートル（中央）、高さ平均2.14メートル
  - 前門：長さ1.1メートル、幅中央1.60メートル、高さ平均2.03メートル
- 羨道：長さ2.96メートル、幅平均2.08メートル、高さ平均1.85メートル

石室の石材は花崗岩で、巨石を使用する。現在は玄室奥壁に不動明王像が彫られている。

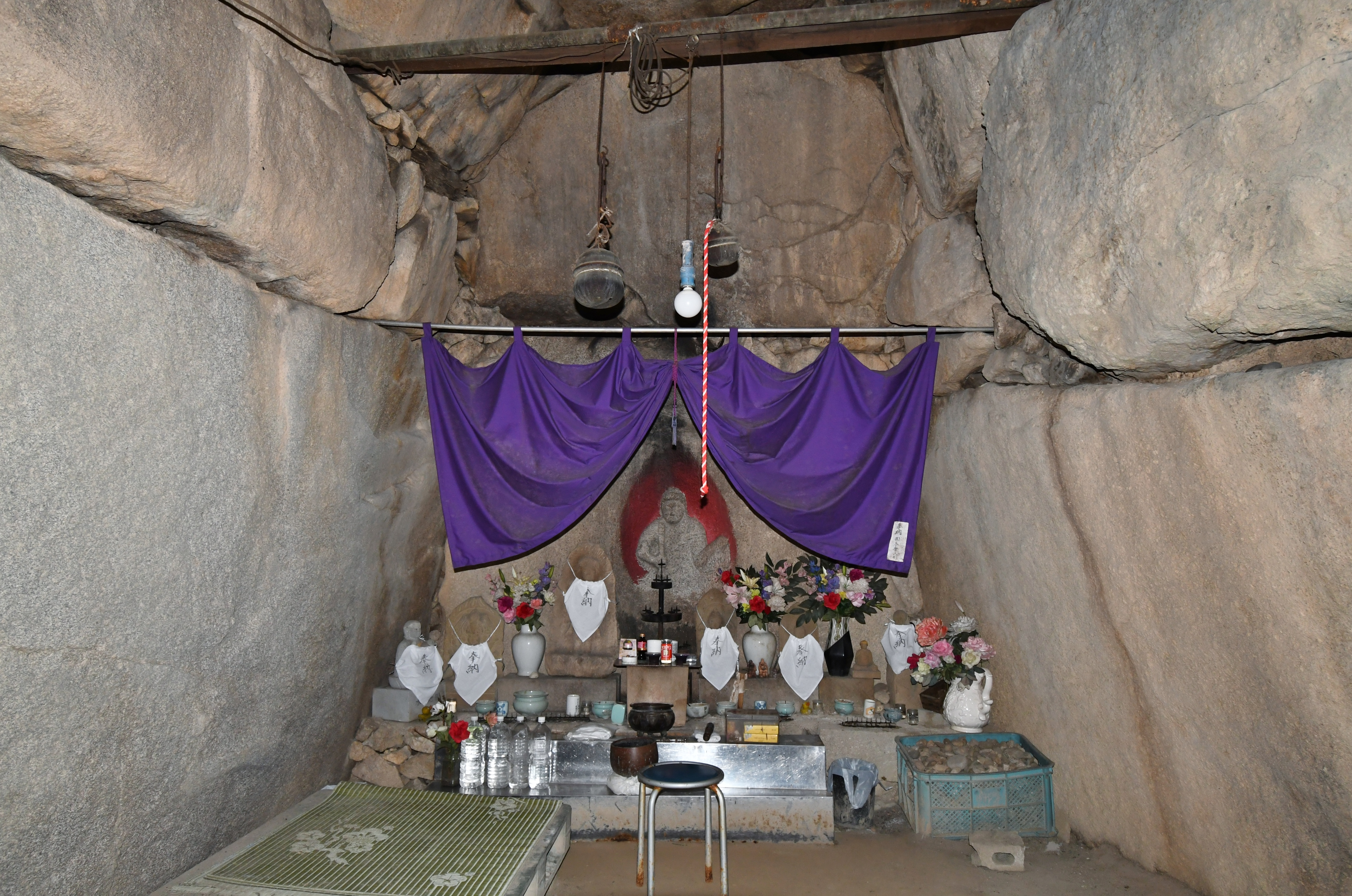
玄室（奥壁方向）
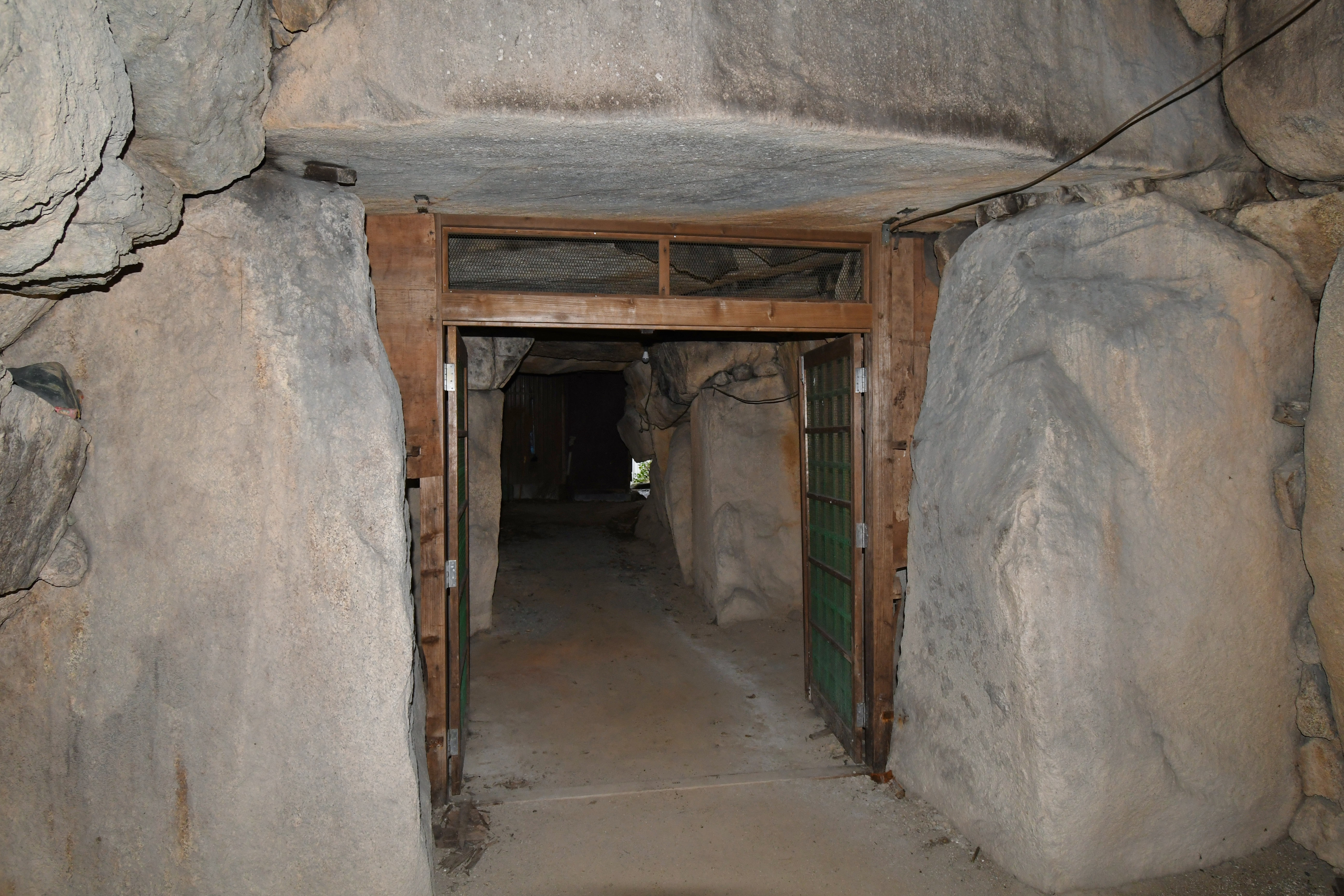
玄室（開口部方向）
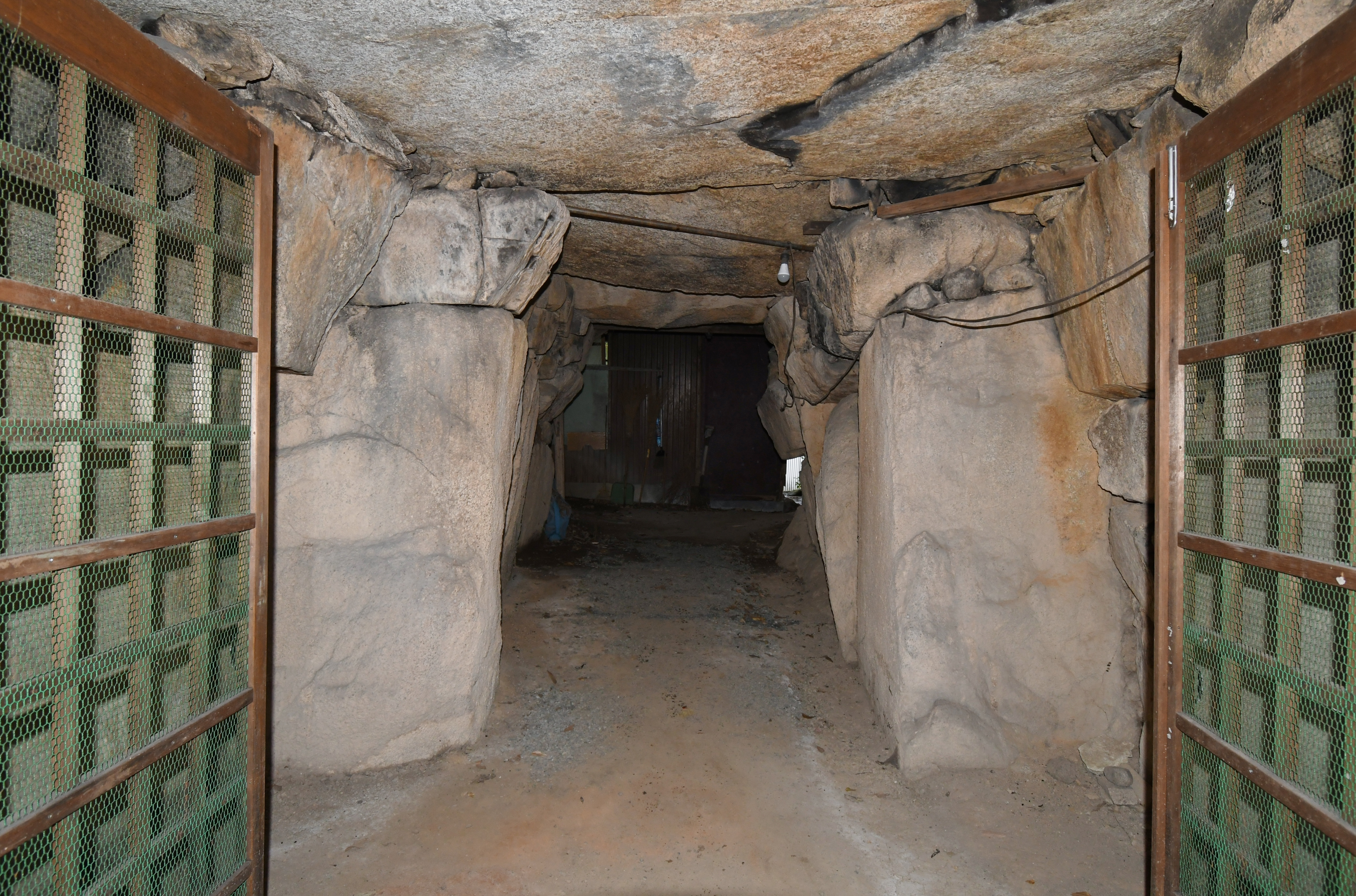
前室（開口部方向）
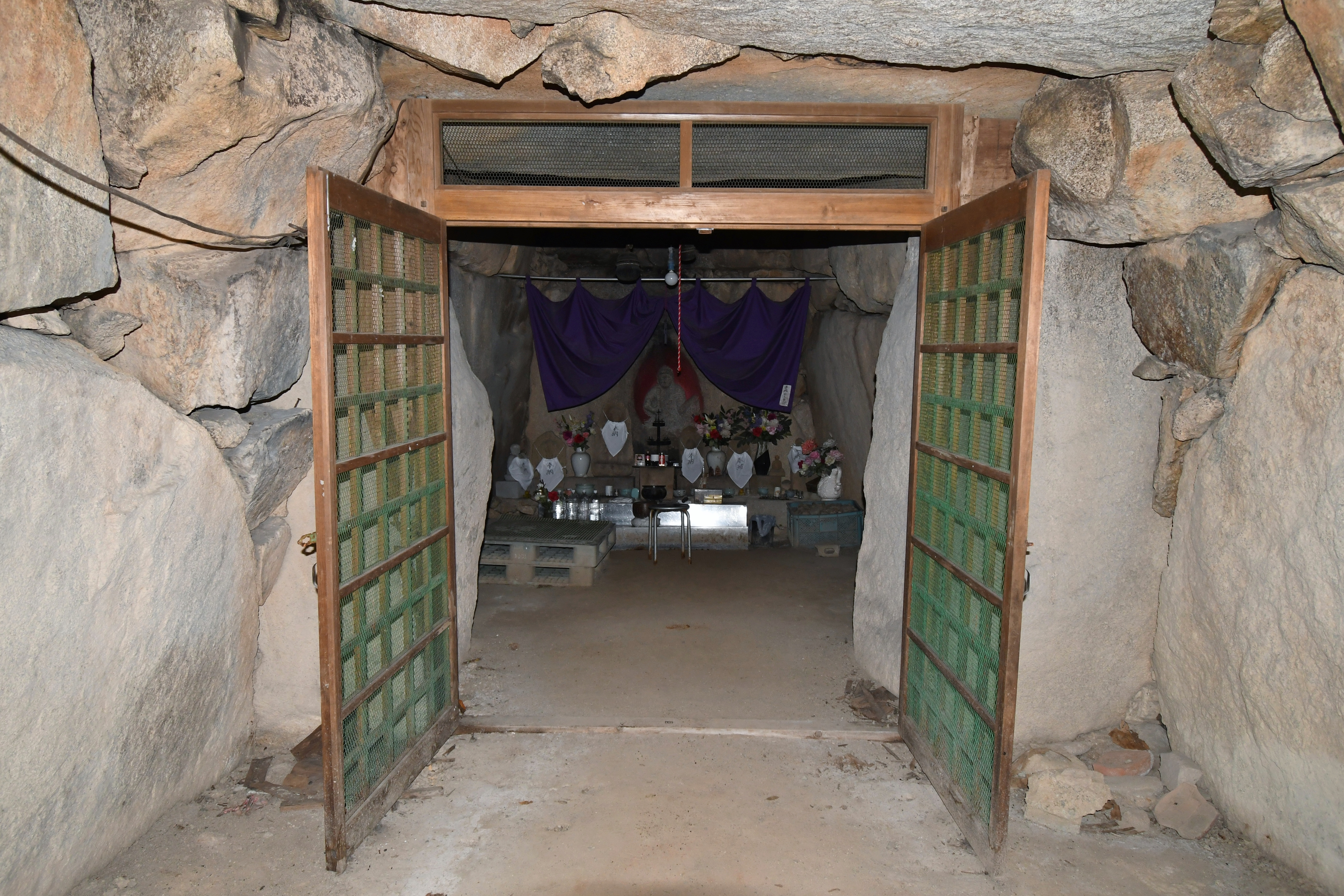
前室（玄室方向）
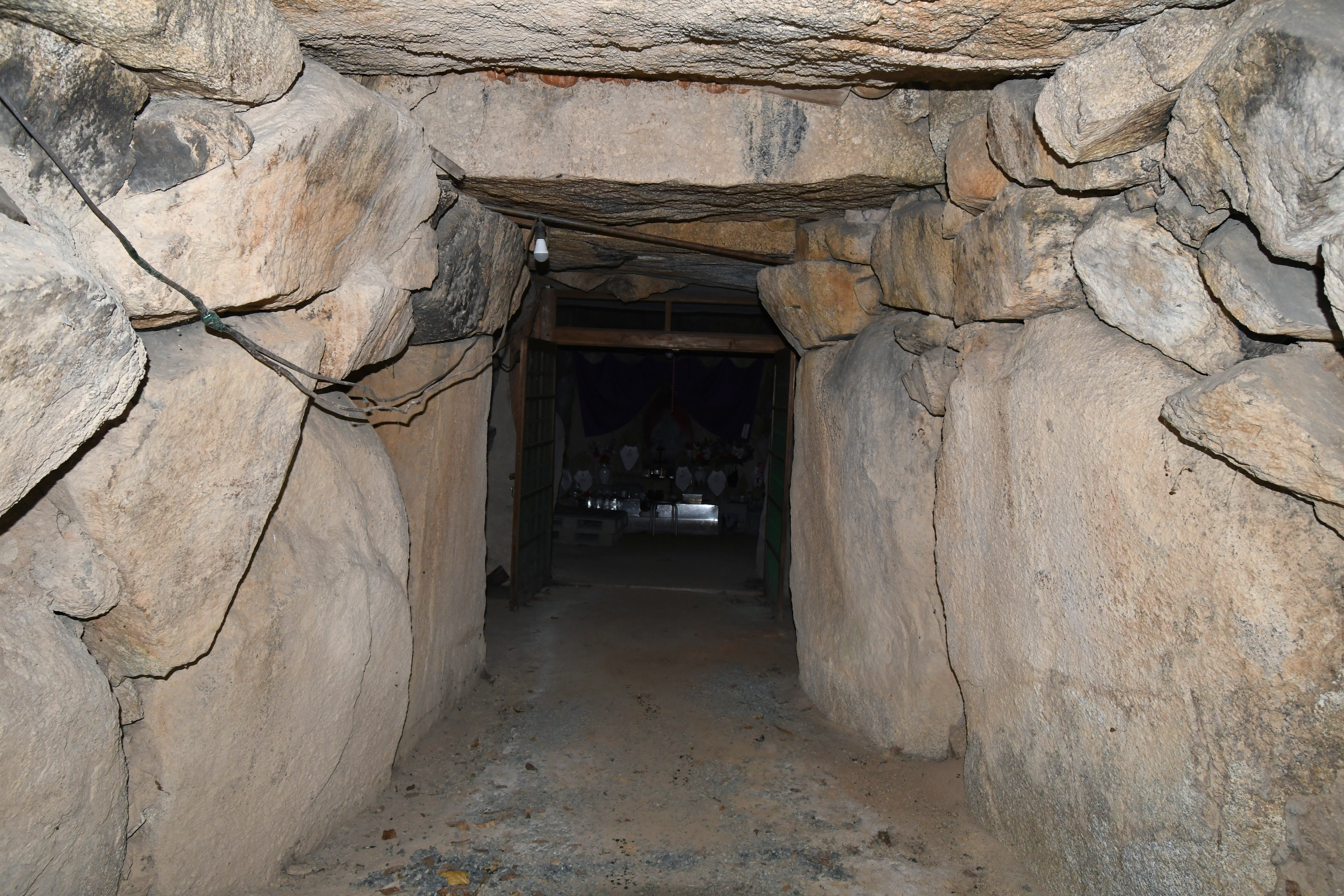
羨道（玄室方向）
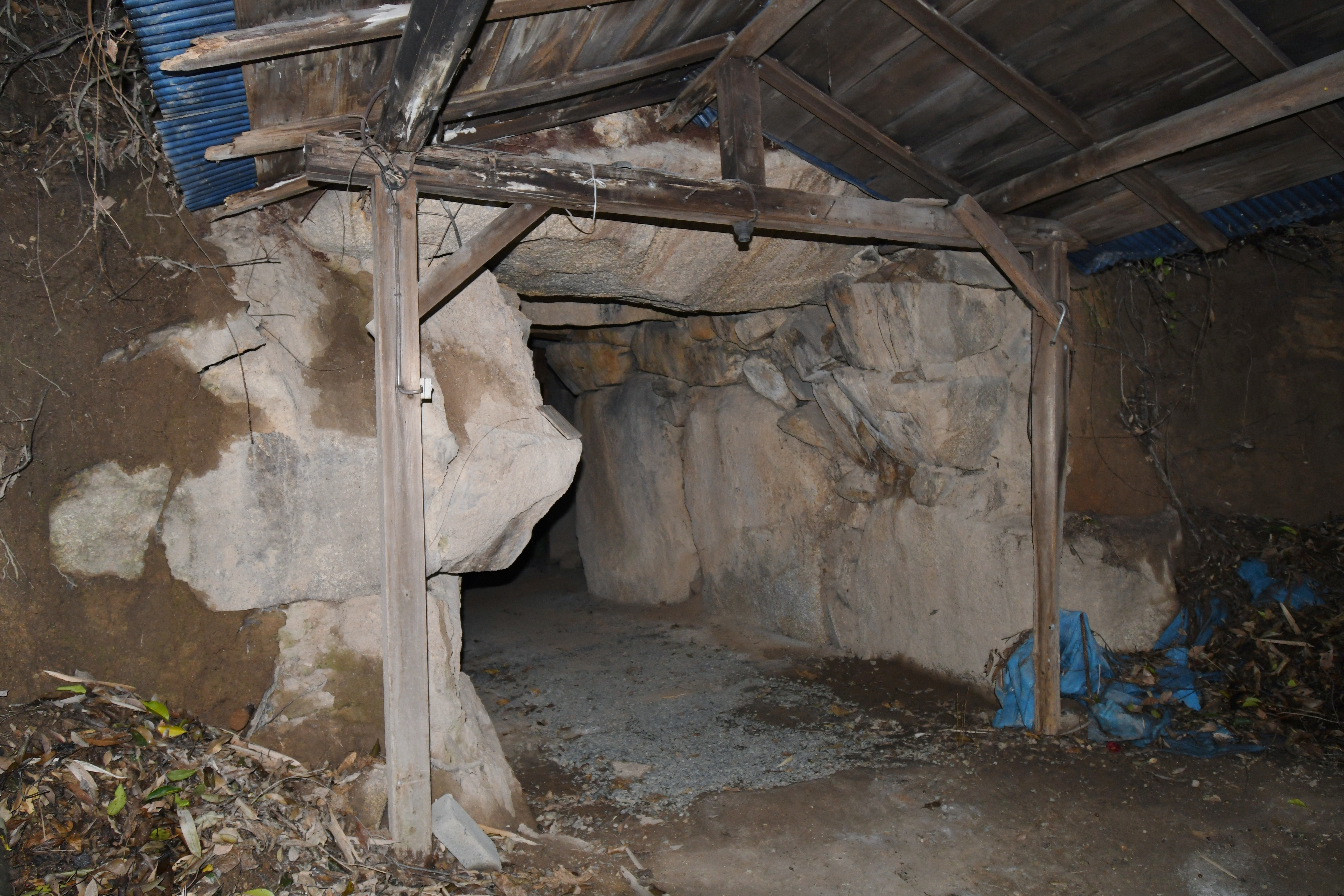
開口部

## 文化財

### 福岡市指定文化財
- 史跡
  - 今里不動古墳 - 1987年（昭和62年）3月30日指定。

## 関連文献
（記事執筆に使用していない関連文献）
- 「今里の古墳」『史蹟名勝天然紀念物調査報告書』 第1輯、福岡県、1925年。 - リンクは奈良文化財研究所「全国遺跡報告総覧」。
- 福岡市教育委員会、九州大学考古学研究室「福岡市・今里不動古墳の調査」『九州考古学』第63号、九州考古学会、1989年、70-79頁。